# جانيت مورو
جانيت مورو (بالإنجليزية: Janet Moreau)‏ هي عداءة سريعة أمريكية، ولدت في 26 أكتوبر 1927 في بوتكيت في الولايات المتحدة.

## وصلات خارجية
- جانيت مورو على موقع أوليمبيديا (الإنجليزية)